# Begonia acclivis
Begonia acclivis é uma espécie de Begonia natural da ilha  Palawan nas Filipinas.